# GLADIATOR 015 in OSAKA
GLADIATOR 015 in OSAKAは、日本の総合格闘技団体「GLADIATOR」の大会の一つ。
2021年9月26日、大阪府豊中市の176BOXで開催された。

## 大会概要
今大会ではフライ級、バンタム級、フェザー級、そしてミドル級の4大タイトルマッチが組まれた。。しかしメインイベントでメインで釜谷真の挑戦を受ける予定だった竹本啓哉が計量をクリアできず。竹本はタイトルを剥奪され、釜谷が勝利した場合のみ王者誕生という変則王座決定戦がされることとなった。

## 試合結果
第1試合 バンタム級 5分2R
○  谷口武 vs.  杉岡トキア ×
1R 2:08 リアネイキドチョーク
第2試合 フライ級 5分2R
○  松原聖也 vs.  丸山幹太 ×
判定3-0
第3試合 フェザー級 5分2R
○  伊賀GORI vs.  塩津良介 ×
2R 2:23 テクニカル判定3-0
第4試合 バンタム級 5分2R
○  左海清之 vs.  田中スネ夫ハヤト ×
1R 0:52 腕ひしぎ十字固め
第5試合 ライト級 5分2R
○  石田拓穂 vs.  中園優太 ×
1R 1:57 TKO
第6試合 フェザー級 5分2R
○  チハヤフル・ズッキーニョス vs.  天草ストロンガー四郎 ×
1R 3:50 リアネイキドチョーク
第7試合 バンタム級 5分2R
○  神田T-800周一 vs.  上田祐起 ×
判定3-0
第8試合 GLADIATORミドル級タイトルマッチ 5分3R
○  藤井章太 vs.  一慶 ×
2R 0:29 KO
※藤井章太がGLADIATORミドル級王座防衛に成功
第9試合 GLADIATORフライ級タイトルマッチ 5分3R
○  NavE vs.  宮城友一 ×
判定3-0
※NavEがGLADIATORフライ級王座防衛に成功
第10試合 GLADIATORフェザー級タイトルマッチ 5分3R
○  原口央 vs.  MIKE ×
2R 0:11 TKO
※原口央が第3代GLADIATORフェザー級級王者に
第11試合 GLADIATORバンタム級タイトルマッチ 5分3R
－  竹本啓哉 vs.  釜谷真 －
ノーコンテスト
※王者の竹本が1R3分24秒、リアネイキドチョークを極めたが、竹本の計量オーバーにより公式結果はノーコンテストに